# Etroplinae
Etroplinae là một phân họ cá hoàng đế. Phân họ này có 2 chi: trong đó Etroplus gồm các loài bản địa của Ấn Độ và Sri Lanka, còn chi Paretroplus phân bố ở Madagascar (các chi bản địa khác trên đảo này thuộc các phân họ Paratilapiinae và Ptychochrominae).